# 데니 아브디치
데니 아브디치(보스니아어: Denni Avdić, 1988년 9월 5일 ~ )는 스웨덴의 보스니아 헤르체고비나계 축구 선수로, 포지션은 공격수이다. 현재 스웨덴 알스벤스칸의 AFC 에스킬스투나에서 활동하고 있다.

## 경력
2004년에 덴마크의 축구 클럽인 브뢴뷔 IF 청소년 클럽에 입단했으며 2006년에 IF 엘프스보리 성인 팀에 입단했다. 2006년 11월에 알스벤스칸 무대에 데뷔했고 2010 알스벤스칸 시즌에서는 19골을 기록하여 전체 득점 순위 2위에 올랐다.
2011년 1월에는 독일 푸스발-분데스리가 소속 축구 클럽인 베르더 브레멘과 2014년 6월까지의 계약을 체결했지만 잦은 부상으로 인해 출전 기회가 적었다. 2011-12 시즌에는 베르더 브레멘 II에서 활동했고 2012년 8월에는 네덜란드 에레디비시 소속 축구 클럽인 PEC 즈볼러로 임대되었다.
2013년 8월에는 AZ 알크마르로 이적했지만 2014년 8월에 헤라클레스 알멜로로 임대되었다. 2016년에 AIK로 이적하면서 알스벤스칸 무대에 복귀했고 2019년에는 수페레탄 소속 축구 클럽인 AFC 에스킬스투나로 이적했다.